# Station Buda

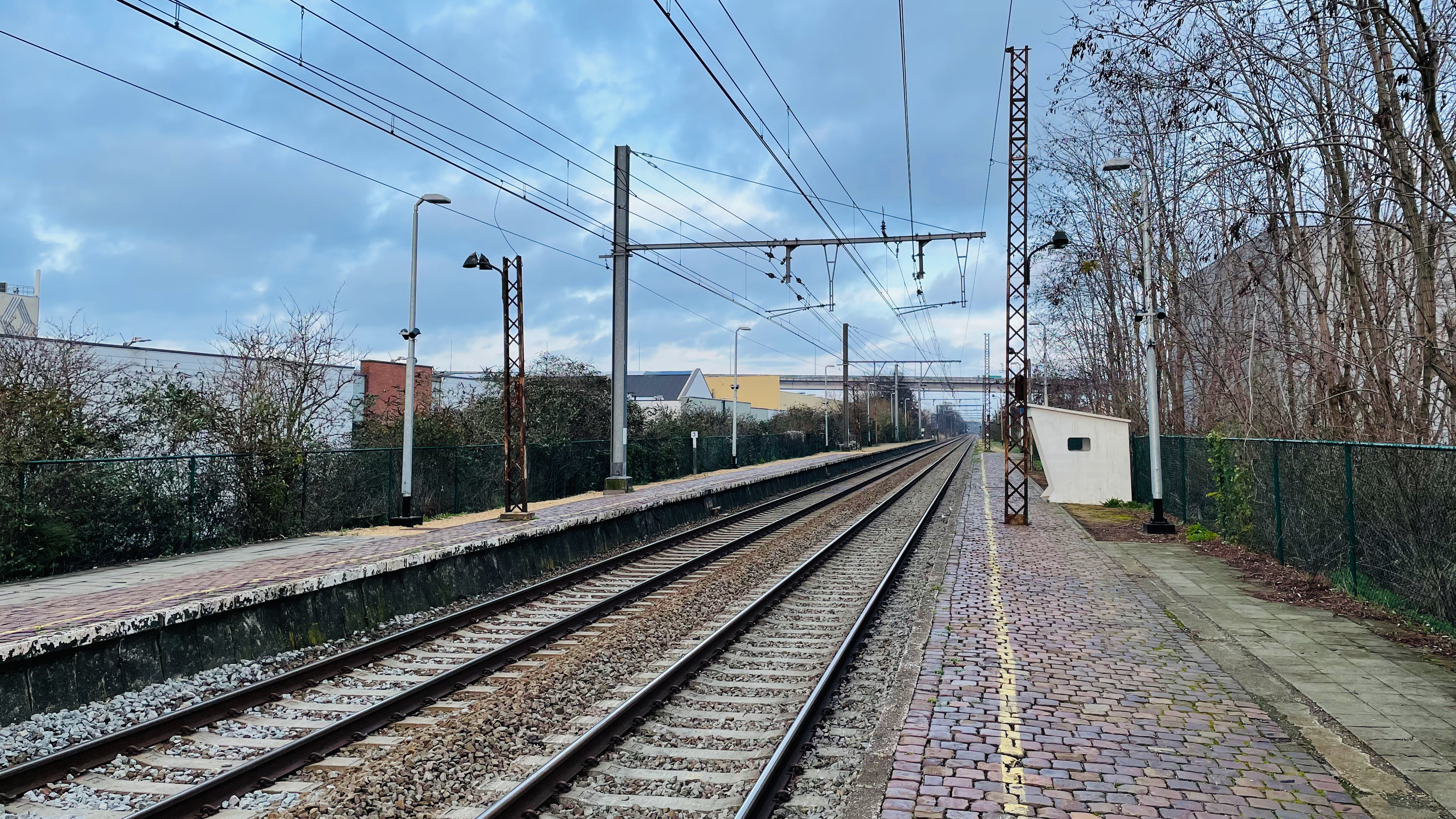
Zicht op de perrons

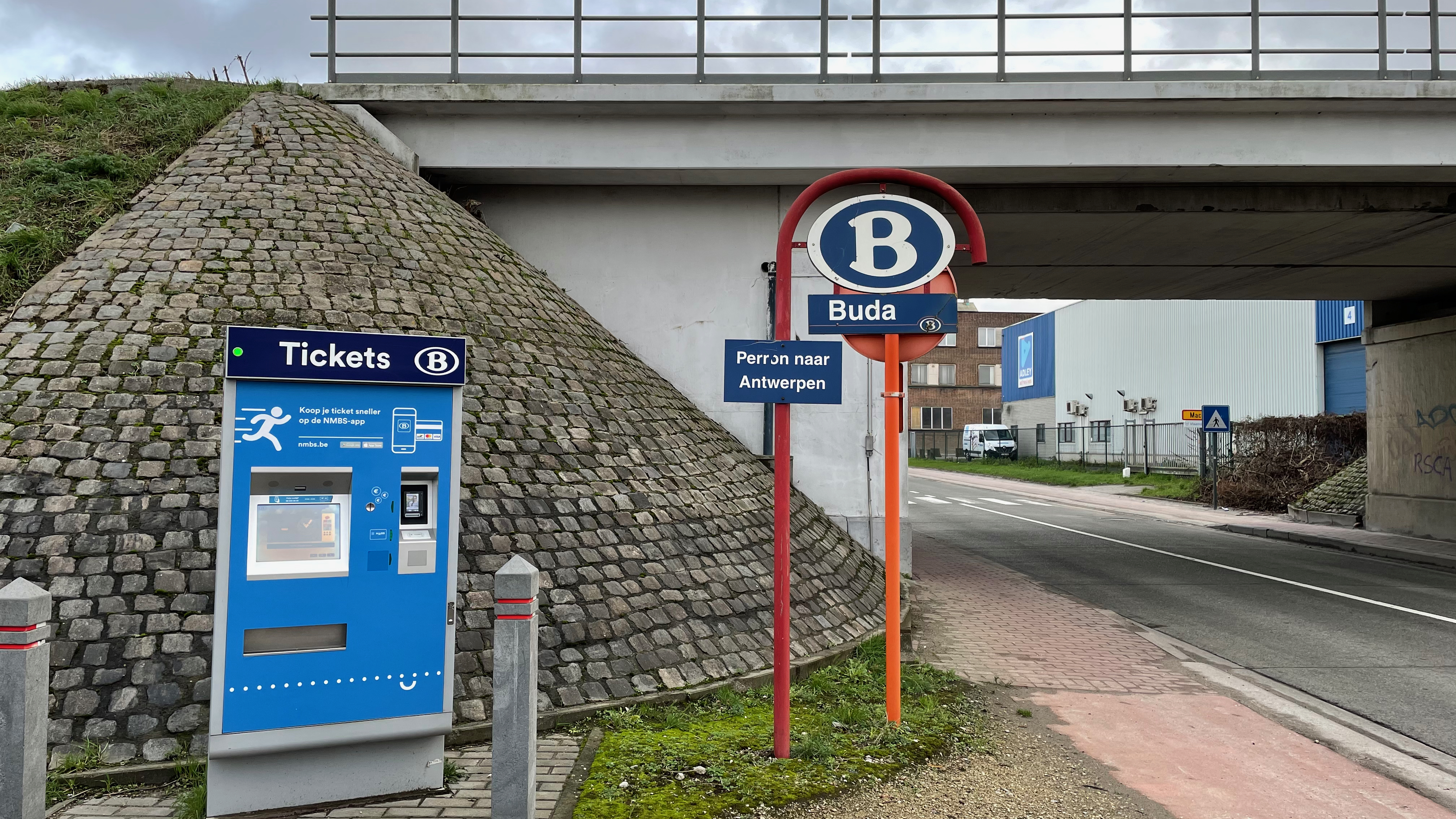
Het station

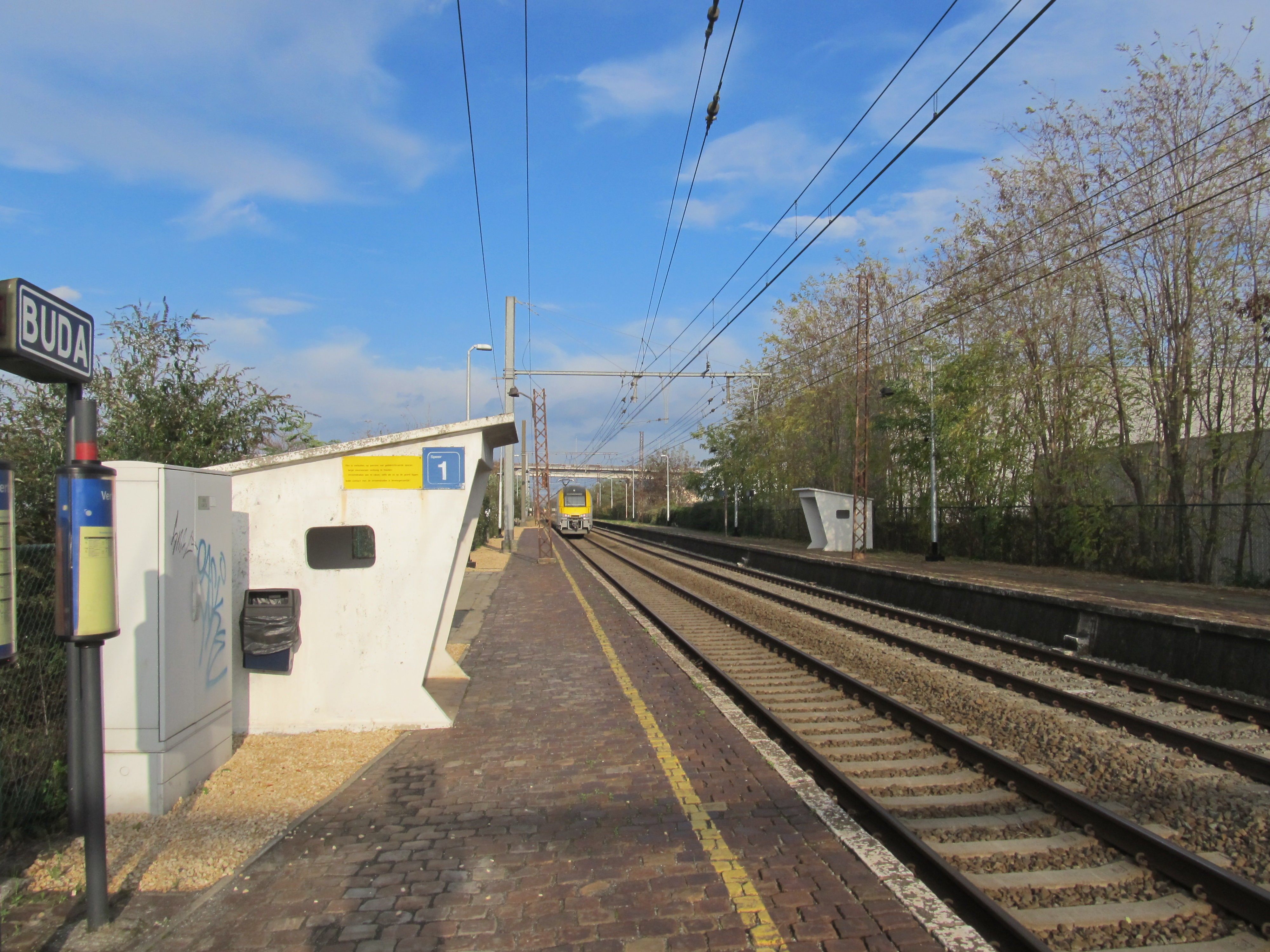
Zicht op de perrons

Station Buda is een spoorwegstation langs spoorlijn 25 (Brussel - Antwerpen) bij de industriële kern Haren-Buda op de grens van Vilvoorde en Machelen, even ten noorden van de gewestgrens. In het station zijn geen loketten aanwezig.

## Geschiedenis

### Naam
De naam komt van een nabije 17de-eeuwse afspanning Buda die naar Boeda, het westelijke deel van Boedapest in Hongarije, verwijst.

### Haren-Noord
Van 1880 tot 1935 bestond er langs dezelfde lijn, enkele honderden meters ten zuiden van het huidige station, op grondgebied Haren, ter hoogte van de oude kruising met de Budasteenweg een station Haren-Noord. Vanaf 1908 gebruikte de Chemin de Fer Industriel (C.F.I.), die het industriële spoorvervoer in de industriegebieden in en rond Vilvoorde verzorgde, het station Haren-Noord als aantakkingspunt op het staatsspoorwegennet. De Chemin de Fer Industriel zette zijn spooractiviteiten stop in 1996. Tot dan bleef het station Haren-Noord in gebruik als goederenstation.

### Buda
In 1934 werd de modernisering (o.a. elektrificatie) voltooid van spoorlijn 25. Het doel was dat de snelle, directe treinen spoorlijn 25 gingen gebruiken en dat trage stoptreinen spoorlijn 27 zouden gebruiken. Daarom werd de halte 'Haren-Noord' op lijn 25 in 1935 verplaatst naar de nieuwe lijn 27. De strikte scheiding tussen beide lijnen bleek in de praktijk minder haalbaar (o.a. door het goederenvervoer dat ook lijn 27 gebruikt), waardoor vier jaar later toch een station langs spoorlijn 25 werd aangelegd zodat stoptreinen ook over lijn 25 zouden kunnen rijden. Het nieuwe station werd niet op de plaats van het goederenstation voor de C.F.I. gebouwd, maar enkele honderden meters verder, aan de noordkant van de Budasteenweg. De naam werd gewijzigd naar 'Haren-Buda', een naam die al gebruikt werd als toponiem voor deze buurt (Haren-Buda). In 1976 werd de naam verkort tot 'Buda'.

## Treindienst
| Serie | Treinsoort             | Route                                                                              | Bijzonderheden |
| ----- | ---------------------- | ---------------------------------------------------------------------------------- | --- |
| S 1   | S-trein Brussel (NMBS) | Charleroi-Centraal – /Nijvel – Brussel-Zuid – Buda – Mechelen – Antwerpen-Centraal | Op zondag een deel Brussel-Noord - Nijvel en een deel Brussel-Zuid - Antwerpen-Centraal. Tijdens de week eerste en laatste ritten van/naar Charleroi-Centraal. |

## Reizigerstellingen
De grafiek en tabel geven het gemiddeld aantal instappende reizigers weer op een week-, zater- en zondag.
| Tabel: aantal instappende reizigers station Buda | Tabel: aantal instappende reizigers station Buda | Tabel: aantal instappende reizigers station Buda | Tabel: aantal instappende reizigers station Buda |
|                                                  | Weekdag                                          | Zaterdag                                         | Zondag                                           |
| ------------------------------------------------ | ------------------------------------------------ | ------------------------------------------------ | ------------------------------------------------ |
| 1977                                             | 1 156                                            | 73                                               | 25                                               |
| 1978                                             | 1 091                                            | 98                                               | 56                                               |
| 1979                                             | 924                                              | 48                                               | 22                                               |
| 1980                                             | 900                                              | 33                                               | 17                                               |
| 1981                                             | 875                                              | 42                                               | 19                                               |
| 1982                                             | 636                                              | 36                                               | 18                                               |
| 1983                                             | 543                                              | 18                                               | 8                                                |
| 1984                                             | 319                                              | 12                                               | 16                                               |
| 1985                                             | 361                                              | 15                                               | 15                                               |
| 1986                                             | 254                                              | 25                                               | 5                                                |
| 1987                                             | 244                                              | 18                                               | 10                                               |
| 1988                                             | 266                                              | 18                                               | 12                                               |
| 1989                                             | 224                                              | 5                                                | 12                                               |
| 1990                                             | 165                                              | 6                                                | 6                                                |
| 1991                                             | 156                                              | 7                                                | 7                                                |
| 1992                                             | 145                                              | 4                                                | 8                                                |
| 1993                                             | 176                                              | 22                                               | 10                                               |
| 1994                                             | 120                                              | -                                                | -                                                |
| 1995                                             | 111                                              | -                                                | -                                                |
| 1996                                             | 150                                              | -                                                | -                                                |
| 1997                                             | 153                                              | -                                                | -                                                |
| 1998                                             | 142                                              | -                                                | -                                                |
| 1999                                             | 134                                              | -                                                | -                                                |
| 2000                                             | 179                                              | -                                                | -                                                |
| 2001                                             | 123                                              | -                                                | -                                                |
| 2002                                             | 116                                              | -                                                | -                                                |
| 2003                                             | 88                                               | -                                                | -                                                |
| 2004                                             | 96                                               | -                                                | -                                                |
| 2005                                             | 101                                              | -                                                | -                                                |
| 2006                                             | 150                                              | -                                                | -                                                |
| 2007                                             | 107                                              | -                                                | -                                                |
| 2008                                             | -                                                | -                                                | -                                                |
| 2009                                             | 108                                              | -                                                | -                                                |
| 2010                                             | -                                                | -                                                | -                                                |
| 2011                                             | -                                                | -                                                | -                                                |
| 2012                                             | 75                                               | -                                                | -                                                |
| 2013                                             | 103                                              | -                                                | -                                                |
| 2014                                             | 77                                               | -                                                | -                                                |
| 2015                                             | 57                                               | -                                                | -                                                |
| 2016                                             | 59                                               | -                                                | -                                                |
| 2017                                             | 57                                               | -                                                | -                                                |
| 2018                                             | 101                                              | -                                                | -                                                |
| 2019                                             | 65                                               | -                                                | -                                                |
| 2020                                             | 57                                               | -                                                | -                                                |
| 2021                                             | -                                                | -                                                | -                                                |
| 2022                                             | 130                                              | -                                                | -                                                |
| 2023                                             | 158                                              | -                                                | -                                                |
| 2024                                             | 139                                              | -                                                | -                                                |

0,0: Brussel-Groendreef ·
0,0: Brussel-Noord ·
2,4: Schaarbeek ·
7,3: Buda ·
9,4: Vilvoorde ·
13,6: Eppegem ·
15,9: Weerde ·
19,5: Mechelen-Kanaal ·
20,4: Mechelen ·
22,0: Mechelen-Nekkerspoel ·
26,5: Sint-Katelijne-Waver ·
28,9: Duffel ·
33,8: Kontich-Lint ·
36,2: Hove ·
38,1: Mortsel-Oude-God ·
39,7: Mortsel-Deurnesteenweg ·
39,7: Mortsel ·
41,8: Antwerpen-Berchem ·
43,8: Antwerpen-Centraal ·
47,6: Antwerpen-Luchtbal